# جنرال ديناميكس–غرومان إف-111بي
جنرال ديناميكس–غرومان إف-111بي (بالإنجليزية: General Dynamics–Grumman F-111B)‏ هي طائرة اعتراضية طويلة المدى، تعمل من على حاملة الطائرات، كان من المقرر أن تكون بديلة لطائرة إف-4 فانتوم الثانية. أنتجت في الولايات المتحدة. من صناعة جنرال ديناميكس وغرومان. كان أول طيران لها في 18 مايو 1965. صنع منها 7 طائرات، وسعر الطائرة الواحدة منها كان 8 ملايين دولار.
تم تطوير إف-111بي في عقد 1960 من قبل جنرال ديناميكس بالتزامن مع غرومان لصالح بحرية الولايات المتحدة (USN) وذلك كجزء من مشروع المقاتلات التكتيكية التجريبية (TFX) لإنتاج مقاتلة مشتركة مع القوات الجوية الأمريكية (USAF).